# نادي أنتيقرة
نادي أنتقيرة لكرة القدم (بالإسبانية: Antequera Club de Fútbol)‏هو فريق كرة قدم إسباني، يقع مقره في أنتقير ، في منطقة الأندلس. تأسس النادي عام 1992، ويلعب حاليًا في الدوري الإسباني الدرجة الثالثة ، ويلعب مبارياته على أرضه في ملعب إل ماولي (بالإسبانية: Estadio El Maulí)‏، الذي يتسع لـ 6000 مقعد.

## تاريخ
تأسس نادي أنتقيرة لكرة القدم في عام 1992، من خلال اندماج بين نادي ديبورتيفو بويرتو مالاجينيو و نادي ديبورتيفو أنتيكيرانو. في موسم 2012–13 فاز النادي بالدوري الأندلسي الممتاز، ثم بدأ الموسم التالي في المجموعة التاسعة في الدوري الإسباني الدرجة الرابعة. 
عين نادي أنتيقويرا في 15 سبتمبر 2015، خوسيه خيسوس أيبار مدربًا جديدًا للنادي. 

### خلفية النادي
نادي ديبورتيفو أنتيكيرانو - (1939–1992) → ↓
نادي أنتقيرة بويرتو مالاجينيو لكرة القدم (1992–1996) → نادي أنتقيرة لكرة القدم - (1996 إلى الوقت الحاضر)
نادي ديبورتيفو بويرتو مالاجينيو - (1957–1992) → ↑

## المواسم
- موسمين في Primera Federación
- موسم واحد في دوري الدرجة الثانية ب
- موسمين في الاتحاد الإسباني
- 23 موسم في الدرجة الثالثة

## الفريق الحالي
آخر تحديث 27 September 2024.

## روابط خارجية
- باللغة الإسبانية (archived)
- Futbolme team profile باللغة الإسبانية
- Lapreferente team profile باللغة الإسبانية